# Henri Roorda
Henri Philippe Benjamin Roorda van Eysinga (Brussel, 30 november 1870 – Lausanne, 7 november 1925) was een Franstalig Zwitsers publicist van Nederlandse origine, zoon van de anarchist Sicco Roorda van Eysinga, die na 1872 in Clarens, aan het Meer van Genève, een vrijwillige ballingschap uitzat. 
Roorda genoot in kleine kring bekendheid als auteur van kritische geschriften over onderwijsvernieuwing. Onder het pseudoniem Balthasar schreef hij satirische stukjes in dag- en weekbladen. Zijn grootste literaire faam ontleent hij aan het boekje Mon Suicide, verschenen in 1926, kort nadat hij de hand aan zichzelf had geslagen. Het is in het Nederlands vertaald als Mijn zelfmoord (1998). Henri Roorda geldt als de grootste humorist van Franstalig Zwitserland.
In Lausanne bestaat sinds 2003 een Association des Amis de Henri Roorda. Na een eerste Verzameld Werk-uitgave in 1969, verscheen vanaf 2011 een nieuwe, uitgebreide tweede editie.

## Citaten
- Waar de mensheid naartoe gaat weet ze niet, maar sinds een eeuw heeft ze duidelijk de bedoeling daar zo snel mogelijk te komen. (Le Roseau pensotant)
- Ik stel me voor hoe de rijken zouden kijken als de armen op grote schaal zelfmoord pleegden om hun grauwe bestaan te bekorten. Ze zouden vast zeggen dat dat immoreel is. (Mijn zelfmoord)
- Het universum wordt veel onbelangrijker als ik er niet meer ben. (Mijn zelfmoord)

## Publicaties
- L’École et l’apprentissage de la docilité (1898)
- Mon internationalisme sentimental (1915)
- Le pédagogue n'aime pas les enfants (1917)
- À prendre ou à laisser (1919), kronieken
- Le Roseau pensotant (1923), kronieken
- Les Almanachs Balthasar (1923–1926)
- Le débourrage des crânes est-il possible? (1924)
- Avant la grande réforme de l’an 2000 (1925)
- Le Rire et les rieurs (1925)
- Mon suicide (1926) (Mijn zelfmoord, 1998, vert. Rokus Hofstede, nawoord André de Raaij; 2021, nawoord Jeroen Brouwers)
- Oeuvres complètes (1969, 2011)
- Les Saisons indisciplinées (2013, postume kronieken)
- Intelligence à louer (2021, kronieken 1915-1925)
- Het vrolijke pessimisme (2021, vert. Rokus Hofstede, bloemlezing van kronieken)